# عصب كمثري
العصب الكمثري أو  عصب الكمثرية (بالإنجليزية: Piriformis nerve)‏ هو العصب المحيطي الذي يعصب عضلة الكمثري.

## التموضع
يتمركز العصب  الكمثري في الظفيرة العجزية. وينشأ من التقسيم الخلفي للأبهر البطني في الأعصاب العجزية الأولى والثانية، ويدخل السطح الأمامي للعضلة الكمثرية. قد يكون هذا العصب مضاعفًا. ولا ينبغي الخلط بين هذا العصب مع العصب الألوي السفلي (posterior approach)، والذي ينشأ أيضًا من التقسيمات الخلفية للجزئي البطني العجزي الأول والثاني.